# جيفرسون (جورجيا)
جيفرسون (بالإنجليزية: Jefferson, Georgia)‏ هي مدينة تقع في مقاطعة جاكسون بولاية جورجيا في الولايات المتحدة. تبلغ مساحة هذه المدينة 49.1 (كم²)، وترتفع عن سطح البحر 229 م، بلغ عدد سكانها 9432 نسمة في عام 2010 حسب إحصاء مكتب تعداد الولايات المتحدة.

## أعلام
- كريس بيك
- براندون موسلي
- كوري سميث
- جيري أهيرن
- برانتلي غيلبرت

## وصلات خارجية
- http://www.cityofjeffersonga.com
- Cities & Counties - Georgia.gov